# Lijst van burgemeesters van Bladel
Dit is een lijst van burgemeesters van de Nederlandse gemeente Bladel in de provincie Noord-Brabant.
| Ambtsperiode | Naam burgemeester              | Partij of stroming | Bijzonderheden |
| ------------ | ------------------------------ | ------------------ | -------------- |
| 1997 -2009   | Peter (S.P.) Grem              | CDA                |                |
| 2009 - 2017  | Boy (A.H.J.M.) Swachten        | VVD                |                |
| 2016 - 2019  | Peter (P.M.) Maas              | CDA                | waarnemend     |
| 2019 - 2023  | Remco (R.P.G.) Bosma           | VVD                |                |
| 2023         | Willibrord (W.I.I.) van Beek   | VVD                | waarnemend     |
| 2023 - heden | Maurits (M.A.G.) van den Bosch | CDA                |                |